# Patte-d'Oie (metropolitana di Tolosa)
Patte-d'Oie è una stazione della metropolitana di Tolosa, inaugurata il 26 giugno 1993. È dotata di una banchina a nove porte e perciò può accogliere treni composti da due vetture.

## Architettura
L'opera d'arte che si trova all'esterno della stazione, al centro della piazza, è un "grande quadro forato placcato di granito bluastro", mentre quella all'interno rappresenta due pagine di un libro composte da placche di granito marmoreo chiaro. L'installazione è realizzata da Noël Cuin.

## Servizi
La stazione dispone di:
- Biglietteria automatica
- Scale mobili